# Xã Smithfield, Quận Huntingdon, Pennsylvania
Xã Smithfield (tiếng Anh: Smithfield Township) là một xã thuộc quận Huntingdon, tiểu bang Pennsylvania, Hoa Kỳ. Năm 2010, dân số của xã này là 4.390 người.